# Ludwig Keimer
Ludwig Keimer (auch Louis Keimer; * 23. August 1892 in Blumenthal bei Schleiden, Eifel; † 16. August 1957 in Kairo) war ein ursprünglich deutscher, später ägyptischer Ägyptologe.

## Leben
Nach dem Abitur in Northeim (Provinz Hannover) studierte Keimer ab 1912 an der Universität Münster Germanistik, Geschichte, Altertumskunde und klassische Philologie. Er promovierte 1917 mit einer Arbeit über Die griechischen Throne von der ältesten Zeit bis ins V. Jahrhundert v. Chr. Anschließend wechselte er an die Friedrich-Wilhelms-Universität zu Berlin und wandte sich der ägyptischen Philologie und Archäologie zu (bei Adolf Erman und Georg Möller). Daneben studierte er auf Wunsch seines Vaters auch Rechtswissenschaft und Nationalökonomie und promovierte an der Universität Würzburg auch in diesen beiden Fächern (1922 und 1924). Durch den Ägyptologen Heinrich Schäfer lernte Keimer den Natur- und Afrikaforscher Georg Schweinfurth kennen, wurde dessen Assistent und wertete sein botanisches Sammelgut aus Ägypten aus. 1924 veröffentlichte Keimer sein Werk Die Gartenpflanzen im alten Ägypten, das als Standardwerk zu diesem Thema gilt.
Nach einem Studienaufenthalt in Lyon bei Victor Loret ging Keimer 1927 nach Ägypten, wo er sogleich Mitglied der einst von Schweinfurth gegründeten Königlichen Geographischen Gesellschaft des Landes (Société de géographie d’Egypte) wurde. Von 1929 bis 1931 lehrte er an der archäologischen Schule für Führer und Dragomane. Dann wurde er mit dem Aufbau der Historischen Abteilung des von König Fuad I. neu gegründeten Landwirtschaftsmuseums in Kairo beauftragt, das 1938 eröffnete. Daneben lehrte er ab 1936 an den Universitäten Kairo und Alexandria.
Laut Georg Steindorff war Keimer ein „fanatischer Nazigegner“. Aus Protest gegen das nationalsozialistische Regime in Deutschland gab er seine deutsche Staatsbürgerschaft auf, schrieb ab etwa 1937/38 fast ausschließlich auf Französisch und nannte sich „Louis“. Nachdem er bereits 1930 einen Habilitationsantrag an der Deutschen Universität Prag gestellt hatte (auf Grundlage seiner Schrift Die Gartenpflanzen im alten Ägypten), erhielt er nach der lange verzögerten Genehmigung durch das tschechoslowakische Schul- und Kulturministerium 1938 die Venia legendi für das Fach Ägyptologie. Er wurde zum Privatdozenten ernannt, womit auch die tschechoslowakische Staatsbürgerschaft verbunden war. Nach der Annexion Tschechiens durch NS-Deutschland ging er Ende 1939 wieder nach Ägypten. Dort wurde er wie viele Deutsche in den Jahren 1940–1942 von den britischen Militärbehörden interniert. Auf Intervention des Ägyptologen Walter Bryan Emery, der auch für den britischen Geheimdienst arbeitete, kam er wieder frei.
Nachdem seine Bemühung um eine Anstellung in Amerika gescheitert war, blieb Keimer auch nach dem Zweiten Weltkrieg in Ägypten. 1951 wurde ihm die ägyptische Staatsbürgerschaft verliehen. Er wirkte im Institut d’Égypte, zunächst als Generalsekretär und ab 1954 als Vizepräsident. Daneben betrieb er für das Desert Institute ethnographische Forschungen in Oberägypten und Nubien. Bei den Bischarin, einer Untergruppe der Bedscha, suchte er nach Verbindungen in der materiellen Kultur zwischen den alten Ägyptern und zeitgenössischen Volksgruppen.
Keimers Sammlung – rund 10.000 Bücher und 3000 Fotoabzüge – bildet den Grundstock des heutigen Bestandes der Bibliothek des Deutschen Archäologischen Instituts (DAI) Kairo, das in Keimers Todesjahr 1957 wiedereröffnete.

## Schriften (Auswahl)
- Die Gartenpflanzen im alten Ägypten. Ägyptologische Studien. 2 Bände. 1924–1984;
  - Band 1. Mit einem Geleitwort von Georg Schweinfurth. Hoffmann & Campe, Hamburg u. a. 1924;
  - Band 2. (= Deutsches Archäologisches Institut, Abteilung Kairo. Sonderschrift. 13). Herausgegeben von Renate Germer. von Zabern, Mainz 1984, ISBN 3-8053-0619-9.
- Interprétation de quelques passages d’Horapollon (= Supplément aux Annales du Service des antiquités de l’Égypte. 5, ZDB-ID 281662-3). Institut Français d’Archéologie Orientale, Kairo 1947.
- Histoires de serpents dans l’Égypte ancienne et moderne (= Mémoires de l’Institut d’Égypte. 50, ZDB-ID 447998-1). Institut Français d’Archéologie Orientale, Kairo 1947.
- Remarques sur le tatouage dans l’Égypte ancienne (= Mémoires de l’Institut d’Égypte. 53). Institut Français d’Archéologie Orientale, Kairo 1948, OCLC 459742656.